# Гарбау (Клуж)
Гарбау (рум. Gârbău) насеље је у Румунији у округу Клуж у општини Гарбау. Oпштина се налази на надморској висини од 411 m.

## Становништво
Према подацима из 2011. године у насељу је живело 763 становника.